# Ивонино (Владимирская область)
Ивонино — деревня в Селивановском районе Владимирской области России, входит в состав Волосатовского сельского поселения.

## География
Деревня расположена в 4 км на запад от центра поселения посёлка Новый Быт и в 16 км на северо-запад от райцентра рабочего посёлка Красная Горбатка.

## История
Перввые сведения о селе Ивонино имеются в окладных книгах Рязанской епархии за 1676 год. По этим книгам в Ивонине значится церковь Пресвятой Богородицы Казанской, в приходе имелись двор боярский, 48 дворов крестьянских и 5 бобыльских. В 1731 году на средства помещиков Карауловых построена в Ивонине новая деревянная церковь, освященная также в честь Казанской иконы Пресвятой Богородицы. Приход состоял из села Ивонина и деревень: Татаринцевой и Волосатого озера. В годы Советской Власти церковь была утеряна.    
В конце XIX — начале XX века село входило в состав Тучковской волости Судогодского уезда.
С 1929 года деревня входила в состав Волосатовского сельсовета Селивановского района.

## Население
| 1859 | 1905 | 1926 | 2002 | 2010 | 2021 |
| ---- | ---- | ---- | ---- | ---- | ---- |
| 263  | ↗499 | ↘414 | ↘32  | ↘10  | ↗11  |